# Holmsunds församling
Holmsunds församling är en församling inom Svenska kyrkan i Södra Västerbottens kontrakt av Luleå stift. 
Församlingen utgör ett eget pastorat och ligger i Umeå kommun, Västerbottens län.

## Administrativ historik
Församlingen bildades 27 februari 1863 genom en utbrytning ur Umeå landsförsamling.
Församlingen var till 1 maj 1918 i pastorat med Umeå landsförsamling, för att därefter utgöra ett eget pastorat.
Holmsunds församling inrättades som en kapellförsamling sedan James Dickson & Co byggt kyrkan vid sin lastageplats. I början hölls kyrkostämma, kyrkoråd och skolråd inom landsförsamlingen, men den 4 juni 1882 hölls den första kyrkostämman i Holmsund med inspektoren vid Holmsunds sågverk, B. Helleberg, som självskriven ordförande. Fram till den 1 maj 1918 svarade James Dickson & Co och efterföljaren Holmsunds AB för församlingens ekonomi, inklusive prästernas löner och förmåner samt alla övriga utgifter för både kyrkan och den näraliggande kyrkskolan.

## Kyrkor
- Holmsunds kyrka
- Obbola kyrka